# Cylloceria calva
Cylloceria calva là một loài tò vò trong họ Ichneumonidae.